# Škoda Enyaq
O Škoda Enyaq iV é um automóvel crossover elétrico a bateria de segmento D fabricado pela Škoda Auto. Foi introduzido em setembro de 2020 em Praga, enquanto a produção em massa começou em novembro de 2020. Utiliza a plataforma MEB do Grupo Volkswagen, com o Volkswagen ID.4 sendo um modelo irmão.

## Nome
O nome é derivado do nome irlandês Enya, que se origina da palavra gaélica 'eithne', que significa 'essência, espírito ou princípio'. O Enyaq é o primeiro modelo de uma nova convenção de nomenclatura dentro da gama de Škoda, onde os nomes dos modelos elétricos começarão com 'e'.